# Massacre du Pont de l'Industrie à Rome
Le Massacre du Pont de l'Industrie à Rome (appelé par les Romains « Pont de fer ») est survenu le 7 avril 1944 dans le quartier Ostiense, dans le sud de Rome.

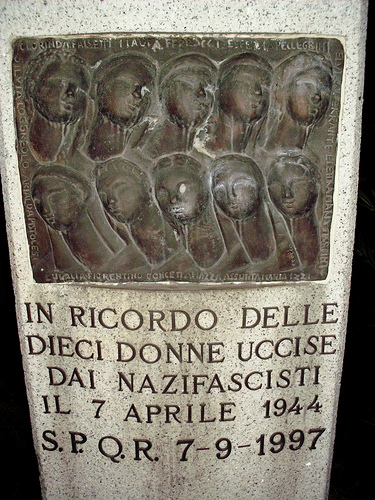
Stèle commemorative

Resté oublié pendant plus de cinquante ans ce massacre eut lieu en représailles à l'assaut du four à pain Tesei, qui approvisionnait les troupes d'occupation nazies et fascistes : dix femmes, surprises par les soldats nazis avec du pain et de la farine, furent alignées le long des barrières du pont et fusillées.
En 1997 sur le lieu du massacre la municipalité fit placer une plaque commémorative, à l'initiative de Carla Capponi (1918-2000) ancienne résistante des GAP (Gruppi d'Azione Patriottica) puis parlementaire et à la suite de recherches menées par le journaliste et historien de la Résistance Cesare De Simone († 1999), qui a fait revivre le souvenir du massacre et a rendu leurs noms aux victimes : Clorinda Falsetti, Italia Ferracci, Esperia Pellegrini, Elvira Ferrante, Eulalia Fiorentino, Elettra Maria Giardini, Concetta Piazza, Assunta Maria Izzi, Arialda Pistolesi, Silvia Loggreolo. Le cadavre d'une des femmes aurait été retrouvé nu sous le pont.

## Les assauts aux fours et le massacre
Le tragique épisode doit être replacé dans le contexte de cette période du printemps 1944 dans Rome occupée et doit être considéré comme une conséquence directe de l'ordonnance promulguée le 26 mars 1944 par le général Kurt Maeltzer, commandant de la ville de Rome pendant l'occupation, qui avait réduit à 100 grammes la ration journalière de pain destinée aux civils.
Dans de nombreux quartiers de Rome, les femmes protestèrent devant les fours, en particulier à proximité de ceux qui étaient soupçonnés de panifier le pain blanc destiné aux troupes d'occupation.
Le 1er avril, au four Tosti (quartier Appio) la longue attente pour la distribution transforma le mécontentement populaire en rébellion.
Le 6 avril, à  Borgo Pio, un camion qui journellement retirait le pain pour le livrer à la caserne des miliciens de la GNR (en italien, Guardia Nazionale Repubblicana) fut bloqué et pillé.
L'assaut des fours qui obligea les nazis fascistes à escorter les convois et à surveiller les dépôts et points de distribution, se répéta dans divers quartiers de la capitale, jusqu'à l'événement tragique du Pont de l'Industrie le vendredi de Pâques.
Le fait est rapporté par Carla Capponi :

« Les femmes des quartiers Ostiense, Portuense et Garbatella avaient découvert que le four panifiait du pain blanc et avait un gros stock de farine. Elles décidèrent d'attaquer le dépôt qui ne semblait pas être gardé par les troupes allemandes. Le directeur du four, qui était peut-être d'accord avec ces désespérées ou voulait éviter des dommages aux machines, les laissa entrer. Les femmes prirent possession de petites quantités de pain et farine mais malheureusement quelqu'un appela la police allemande et de nombreux soldats de la Wehrmacht arrivèrent alors que les femmes étaient encore sur place avec leur butin de pain et de farine.
À la vue des soldats nazis, les femmes cherchèrent à fuir, mais ceux-ci bloquèrent le pont tandis que d'autres se placèrent sur la route. Prises en étau entre les deux blocs, les femmes se virent perdues et quelques-unes cherchèrent le salut le long du fleuve en descendant vers la rive, tandis que d'autres laissèrent tomber à terre le butin et se rendirent en hurlant et implorant miséricorde. Ils en capturèrent dix, les placèrent contre la balustrade du pont, le visage tourné vers le fleuve qui coulait sous leurs pieds. Un lourd silence plana soudain sur le lieu, on entendait uniquement les ordres secs du caporal qui préparait le massacre. Certaines priaient mais n'osaient pas se retourner et regarder les assassins qui les maintenaient en respect jusqu'au moment où le reste des femmes puisse être éloigné des lieux et que les fenêtres d'une maisonnette construite à la lisière du pont puissent être  fermées. Certains Allemands se placèrent derrière les femmes, puis les abattirent d'un geste soudain « comme on tue les bêtes à l'abattoir » : c'est le terme que m'a cité une amie de la Garbatella de nombreuses années plus tard, quand je voulus qu'une stèle rappelle le martyre.
Les dix femmes furent laissées à terre parmi les  pains (en italien, pagnotte) abandonnés et la farine trempée de sang. Le pont fut occupé toute la journée, empêchant que les cadavres puissent être récupérés. Ce ne fut que  pendant la nuit qu'ils furent transportés à la morgue où eut lieu la triste cérémonie de la reconnaissance de la part de leurs parents. »

— Carla Capponi cit., p.  245-246.
Le 3 mai suivant vit tomber la dernière victime de la protestation. Il s'agit d'une mère de six enfants, Caterina Martinelli qui, tandis qu'elle rentrait à la maison avec son sac plein de pain après l'attaque d'un four situé borgata Tiburtino III, a été fauchée par une rafale de mitraillette de la part de militaires de la PAI (en italien, Polizia dell'Africa Italiana.)

## Œuvres cinématographiques et théâtrales
- Le ragazze del ponte (2001), moyen métrage (52 minutes), réalisation Emanuela Giordano ; autre titre : 7 Aprile 1944 – Storie di donne senza storia.
- I dieci angeli del ponte (2004), texte de Paolo Buglioni et Alessia Bellotto Gai, réalisation d'Alessia Gai, spectacle théâtral présenté au Teatro San Paolo à l'occasion du 60e anniversaire du massacre.

## Source de la traduction
- (it) Cet article est partiellement ou en totalité issu de l’article de Wikipédia en italien intitulé « Eccidio del Ponte dell'Industria » (voir la liste des auteurs).